# 805

## Събития
- 805 – хан Крум завладява територии от Аварския хаганат

## Родени
- Ал-Фаргани, персийски астроном